# 科濟爾卡 (奧恰基夫區)
46°48′42″N 31°52′43″E / 46.81167°N 31.87861°E
科濟爾卡（烏克蘭語：Козирка），是烏克蘭南部的村莊，隸屬尼古拉耶夫州的尼古拉耶夫區。該村始建於1800年，面積1.26平方公里，海拔高度8米，2022年人口1,183，人口密度每平方公里872.2人。